# تهديد (قانون)

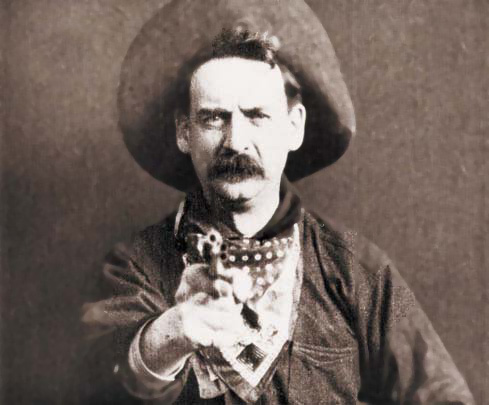
يمكن أن التهديدات تكون خفية أو علنية. من الفاعل جوستوس دي بارنز، في سرقة القطار الكبرى (فيلم)

جريمة التهديد. التهديد هو ذلك الفعل الذي يقوم به الشخص والذي ينذر آخر بخطر يريد إيقاعه بشخصه أو ماله أو هو الإعلان عن شر يراد إلحاقه بشخص معين أو بماله ومن شأن ذلك أن يسبب له ضرر أو قد يكون ذلك بمحرر موقع عليه أو بصور أو رموز أو شعارات والتهديد إما أن يكون مصحوبا بأمر أو شرط وقد يكون دوم أمر أو شرط.
التهديد بارتكاب جريمة أو بإفشاء أمور أو نسبة أمور مخدشة بالشرف.
يكفى لتوفر التهديد في قانون العقوبات أن يكون من شأنه تخويف المجنى عليه بحيث يحمله على تسليم الذي طلب منه مهما كانت وسيلته، كما أنه يكفى لتوافر ركن القصد الجنائى في هذه الجريمة أن يكون الجانى وهو يقارف فعلته - عالماً بأنه يغتصب ما لا حق له فيه.
القصد الجنائي في جريمة التهديد توافره متى ثبت للمحكمة أن الجاني ارتكب التهديد وهو يدرك أثره من حيث إيقاع الرعب في نفس المجني عليه وأنه يريد تحقيق ذلك الأثر.
من المقرر أن ركن القوة أو التهديد في جريمة الإكراه يتحقق بكافة صور انعدام الرضا لدى المجنى عليه. فهو يتم بكل وسيلة قسرية تقع على الأشخاص يكون من شأنها تعطيل الاختيار أو إعدام قوة المقاومة عندهم تسهيلاً لارتكاب الجريمة، فكما يصح أن يكون الإكراه مادياً باستعمال القوة فإنه يصح أيضاً أن يكون أدبياً بطريق التهديد ويدخل في هذا المعنى التهديد بخطر جسيم على النفس أو المال، كما يدخل فيه التهديد بنشر فضيحة أو بإفشاء أمور ماسة بالشرف.

## جريمة التهديد في القانون الجزائري
التهديد هو ذلك الفعل الذي يقوم به الشخص والذي ينذر آخر بخطر يريد إيقاعه بشخصه أو ماله أو هو الإعلان عن شر يراد إلحاقه يشخص معين أو بماله ومن شأن ذلك أن يسبب له ضرر أو قد يكون ذلك بمحرر موقع عليه أو بصور أو رموز أو شعارات والتهديد إما أن يكون مصحوبا بأمر أو شرط وقد يكون دوم أمر أو شرط.

## أركان الجريمة

### أ) ـ الركن المادي
كل عبارة من شأنها إزعاج المجني عليه أو إلقاء الرعب في نفسه أو إحداث الرعب عنده من خطر يراد إيقاعه بشخص أو بماله، يعتبر التهديد معاقب عليه حتى تتوافر الصفات المنصوص عليها. ولا يمنع من اعتبار القول أو الكتابة تهديدا إذا كانت العبارة المحوطة بشيء من الإبهام أو الغموض متى كان من شأنها أن تحدث الأثر المقصود منها في نفس من وجهت إليه التهديدات.

### ب)ـ الركن المعنوي
ويقصد به إدراك الجاني وقت اقترافه الجريمة أن قوله أو كتابته من شأن أيهما أن يزعج المجني عليه وقد يترجمه في صور التهديد المصحوب بشرط أو أمر بأداء ما هو مطلوب أو فعل ما هو مأمور به ولا عبرة بالبواعث إذ لا شأن لها البتة بالقصد الجنائي الخاص بالجريمة وإذا كانت التهمة الموجهة إلى المتهم هي أنه هدد المجني عليه كتابة بارتكاب جريمة معاقب عليها بالقتل تهديدا مصحوبا بطلب نقود فالقصد الجنائي هو أن يقوم بدهن المتهم وقت تحريره الكتابة أن فعلته هذه قد يترتب عليها أن يؤدي المجني عليه الطلب مرغما، وعلما ليس بشرط أن يكون هدف الجاني تحقيق الشيء المهدد به.
لأن التهديد كما سبق وأن ذكرنا هو جريمة من النوع الخاص يعاقب عليها القانون ما يحدثه التهديد في ذاته من رعب في نفس المجني إذا كان العزم على تحقيق التهديد ليس شرطا لتكوين الجريمة. فيجب على الأقل أن يكون التهديد جديا بدرجة تكفي لجعل الشخص المقصود به يعتقد تحقيقه بحيث يجب أن يكون التهديد من شأنه التأثير في نفس المجني عليه وأن يكون المهدد عالما بمبلغ هذا التأثير.

## أنواع التهديد

### أ) ـ التهديد المصحوب بأمر أو شرط
هذا النوع من التهديد يشترط لتكوين الجريمة توفر شروط معينة منها أن يحدث التهديد بالكتابة وأن يكون على درجة من الجسامة ومصحوبا بشرط أو أمر والتهديد الكتابي أشد وأخطر من الشفوي المنصوص عليه. كونه يصدر دوما عن تصميم وتفكير سابق على خلاف التهديد الشفوي فإنه يصدر عن انفعال نفسي عارض ونتيجة ذلك نجد أن المشرع يعاقب على التهديد بالكتابة في كل الأحوال ووضع له عقوبات أشد من عقوبات التهديد الشفوي.

### ب)ـ التهديد الغير المصحوب بأمر أو شرط
هذا النوع من التهديد ولكن يشترط المشرع من تكوينه أن يكون التهديد بالكتابة وأن يكون بالشيء مما ذكر يعاقب على هذا النوع من التهديد بعقوبة أقل شدة.

## التهديد في القانون اللبناني
- اعتبر المشترع اللبناني أن التهديد جريمة قائمة بذاتها، إضافة إلى اعتباره ركناً أو ظرفاً مشدداً في بعض الجرائم. وقد حددت المواد 375-875 من قانون العقوبات اللبناني الأحكام العامة لجريمة التهديد، كما نصّت على الوسائل التي ترتكب بها هذه الجريمة.

ولم يضع القانون اللبناني تعريفاً محدداً للتهديد، تاركاً مهمة ذلك للفقهاء ولتقدير المحاكم.
- ويمكن تعريف التهديد بأنه كل فعل من شأنه بث الرعب أو الخوف في نفس شخص آخر من خطر يُراد ايقاعه بشخصه أو بماله أو بشخص يعرفه أو يعنيه أمره، ويـكون مرتـكباً بأحـد الوسائل التي حددها القانون. ويعتبر التهديد نوعاً من الإكراه الأدبي أو المعنوي، بقصد الحصول على مطلب محدد أو بقصد ازعاج الشخص المهدد والمساس بأمـنه وحريـته الشخصية.

يستلزم قيام جريمة التهديد توافر ثلاثة عناصر أساسية، هي: الفعل أو السلوك المادي، القصد الجرمي، واستعمال إحدى الوسائل التي نص عليها القانون. وتختلف عقوبة جرم التهديد باختلاف الوسائل المستعملة والفعل المهدد بارتكابه، كما انه قد يكون ركناً أو ظرفاً مشدداً لجرم آخر.التهديد في القانون اللبناني